# Buzlupınar, Hozat
Buzlupınar là một xã thuộc huyện Hozat, tỉnh Tunceli, Thổ Nhĩ Kỳ. Dân số thời điểm năm 2010 là 73 người.